# Hrabstwo Johnson (Nebraska)

Piramida wieku hrabstwa

Hrabstwo Johnson (ang. Johnson County) – hrabstwo w stanie Nebraska w Stanach Zjednoczonych. W roku 2010 liczba mieszkańców wyniosła 5217. Stolicą i największym miastem jest Tecumseh.

## Geografia
Całkowita powierzchnia wynosi 976,4 km² z czego woda stanowi 2,6 km² (0,18%).

### Miejscowości
- Tecumseh

### Wioski
- Cook
- Crab Orchard
- Elk Creek
- Sterling